# Tragédia do Circo Vostok
A tragédia do Circo Vostok ocorreu num domingo dia 9 de abril de 2000 no município brasileiro do Jaboatão dos Guararapes, na Grande Recife. O garoto José Miguel dos Santos Fonseca Júnior, de apenas seis anos, foi atacado e devorado pelos leões do circo.

## A tragédia
O circo estava instalado no estacionamento do Shopping Center Guararapes, um centro comercial localizado no bairro de Piedade. 
O espetáculo de domingo, 9 de abril de 2000, começou com dez minutos de atraso. Em dado momento, após algumas apresentações circenses, foi anunciado um intervalo de vinte minutos. O locutor convidou as crianças a tirar fotos com os animais. José Miguel, seu pai José Fonseca, e a irmã Mirella gostaram da ideia. Esse intervalo foi necessário para montagens das jaulas no picadeiro. O espetáculo com os leões seria a próxima atração. Depois das fotos, Juninho, como era chamado, o pai e a irmã estavam voltando aos seus lugares. De repente, o leão Bongo, de 220 quilos, projetou sua pata para fora da jaula e arrastou o menino para dentro do túnel que liga as jaulas ao picadeiro. O leão arrastou José Miguel até a jaula onde ficam os animais quando não estão sendo apresentados. Às 21 horas, a Polícia Militar de Pernambuco matou a tiros de revólver e de fuzil dois leões. Uma hora e dez minutos depois, outros dois animais foram mortos. Apenas um leão sobreviveu. Os restos mortais do menino só foram removidos do abrigo dos animais às 23h45. 
A mãe, a enfermeira Maria da Conceição Guerra, separada do pai do menino e já em outro relacionamento, estava grávida de oito meses e passou mal ao receber a notícia da morte do filho, sendo hospitalizada. Os quatro leões do circo Vostok que atacaram e mataram o menino foram necropsiados na Universidade Federal Rural de Pernambuco. Segundo o técnico da universidade, não havia nada no estômago dos animais. Especialistas, porém, sustentam que a suposta fome dos animais não são a causa do ataque, mas sim uma reação instintiva típica de felinos.
O leão sobrevivente, um filhote de sete meses de idade, foi encaminhado ao Parque Dois Irmãos, jardim zoológico de Recife, onde permaneceu até sua morte no dia 16 de janeiro de 2021. Segundo a equipe técnica, o animal foi vítima de complicações de um câncer na mandíbula, além de comprometimento das funções hepáticas. Leo, como foi apelidado, viveu em um recinto de 2,5 mil m² na área dos grandes felinos.
O túnel que liga o comboio onde ficavam os animais era gradeado, porém as grades eram unidas por cordas de náilon, em vez de ferrolhos. Os leões que mataram o garoto estavam há três dias sem comer. No circo, o responsável pela alimentação dos felinos era o domador, que também foi acusado.

## Condenação
Foi julgado pelo Tribunal de Justiça do Estado de Pernambuco recurso do processo cível contra a empresa circense ré, condenando-a ao pagamento de um milhão de reais em indenização para José Miguel dos Santos Fonseca e Maria da Conceição Silva Guerra, pais do menino, além de indenização por danos materiais, na forma de um pensionamento presumido até quando a vítima completaria 65 (sessenta e cinco) anos ou até a ocorrência da morte dos beneficiários, pensionamento que deverá ser estabelecido da seguinte forma: dois terços do salário mínimo até quando o menor completaria 25 (vinte e cinco) anos, ocasião presumida em que poderia constituir família, e um terço desse valor até os 65 anos ou até, se for o caso, a morte dos beneficiários.
Ocorre que houve o manejo de uma Recurso Especial (REsp nº 1 100 571), dirigido ao STJ, no qual a indenização de um milhão foi diminuída para R$ 275 mil, por danos morais e materiais, o STJ decidiu também que tanto a empresa responsável pelo evento, Sissi Espetáculos (Circo Vostok), quanto as responsáveis pela locação do circo, a empresas OMNI e Conpar Empreendimentos e Participações Societárias - proprietárias do shopping. O valor de um milhão foi minorado pois o Superior Tribunal de Justiça teve com base no "princípio da razoabilidade e nos parâmetros geralmente adotados".
O processo penal prescreveu, devido o fato da família Vostok ter se ausentado para os Estados Unidos logo após os fatos.